# Francesco Artibani
 (novembre 2018).
Francesco Artibani est un scénariste de bande dessinée italien né le 27 octobre 1968 à Rome.

## Biographie
Il est diplômé en 1987 en techniques de cinéma d'animation, à l'Istituto di Stato per la Cinematografia e la Televisione Roberto Rossellini, puis travaille dans l'animation.
Il commence sa carrière de dessinateur en 1991, en écrivant des scénarios pour des histoires de Disney qui, au fil du temps, sont publiées dans des magazines tels que Topolino, Paperino Mese, PKNA et WITCH.

## Œuvres

### Scénarios de bande dessinée
- série Le Maître rouge, scénario de Francesco Artibani, dessins d'Ivo Milazzo, Les Humanoïdes associés coll. « Dédales »
  - L'Ange du château (2006)
  - La Compagnie de la mort charitable (2006)
- série Monster Allergy, scénario de Francesco Artibani et Katja Centomo, Soleil Productions coll. « Start »
  - t1 : Coup de poudre (2003), dessins d'Alessandro Barbucci
  - t2 : La Pyramide des invulnérables (2003), dessins de Giovanni Rigano
  - t3 : Magnacat (2003), dessins de Daniela Vetro
  - t4 : La Ville suspendue (2004), dessins de Paolo Campinoti
  - t6 : Charlie Schuster arrive ! (2004), dessins d'Alessio Coppola
  - t16 : Tempête à l'horizon(2007), dessins de Federico Nardo
  - t17 : Le Retour des dompteurs (2007), dessins d'Alessandro Barbucci et Giorgio Pontrelli
  - t19 : La Grande Évasion (2008), dessins d'Alessandro Barbucci et Barbara Canepa
  - t20 : Châtaignes et champignons (2009), dessins d'Alessandro Barbucci et Barbara Canepa
- série Monster Allergy Next Gen, scénario de Francesco Artibani et Katja Centomo, dessins d'Alessandro Barbucci, Le Lombard
  - tome 1 (2011)
  - tome 3 (2012)
- série Jimmy Jones, scénario de Francesco Artibani, dessins d'Alessio Coppola, Les Humanoïdes associés
  - tome 1 : Le capitaine du polyphème (2007)
- série Lys, scénario de Francesco Artibani et Katja Centomo, dessins de Federico Nardo, Soleil Productions
  - tome 2 : La marchande d'ambre (2007)
- série X-Campus, scénario de Francesco Artibani, dessins de Roberto Di Salvo et Denis Medri, Panini Comics coll. « Marvel France »
  - tome 1 : L'heure de Greenwich (2008)
- série Willy Wonder, scénario de Francesco Artibani, dessins et couleurs de Silvio Camboni, Vents d'Ouest coll. « Jeunesse »
  - tome 1 : Le Clan du Panda Cruel (2011)
- série W.I.T.C.H. (Saisons 1 et 2), scénario de Francesco Artibani et Elisabetta Gnone, dessins d'Alessandro Barbucci, Glénat
- série Téa Stilton, scénario de Francesco Artibani et Caterina Mognato, dessins et couleurs d'Arianna Rea, Glénat
  - tome 2 : La Revanche du club des Salamandres (2012)
  - tome 3 : Le Clan du Panda Cruel (2012)
- Martin Mystère no 234-235 (numérotation originale : italienne)
- MM Mickey Mouse Mystery Magazine no 2 - 4- 6- 11.
- Il écrit des scénarios pour PKNA - Paperinik New Adventures - les aventures de Fantomiald (de 1996 à 2000), Topolino pour le compte de Disney Italie.
- Kylion (it), série de fumetti de science-fiction — sorti en juin 2004 — dessins de Giulio De Vita sur un scénario de Francesco Artibani pour la Walt Disney Company sous l'étiquette Buena Vista Comics.

### Scénarios pour des séries d'animation
- 1997 : Lupo Alberto d'après la bande dessinée Albert le loup de Guido Silvestri (Silver). Il a travaillé sur les scénarios des deux premières saisons.

## Prix
- 2002 : prix Micheluzzi du meilleur scénariste italien pour ses histoires Disney
- 2004 : prix Micheluzzi de la meilleure série italienne pour Monster Allergy (avec Alessandro Barbucci, Barbara Canepa et Katja Centomo)
- 2014 : prix Micheluzzi de la meilleure série au dessin non réaliste pour Picsou : L'Ultime aventure... (avec Alessandro Perina)